# Hierodula membranacea
Hierodula membranacea es una especie de mantis de la familia Mantidae.

## Distribución geográfica
Se encuentra en China, India, Java, Nepal, Sri Lanka y Tailandia.